# United Cup
United Cup este un turneu internațional de tenis pentru echipe naționale, care se joacă începând cu 2023 în Australia, ca deschidere a sezoanelor profesionale ATP Tour și WTA Tour. Organizatorii sunt Asociația Profesioniștilor din Tenis, Asociația de Tenis pentru Femei și Tenis Australia. Competiția a înlocuit Cupa ATP pe echipe care s-a desfășurat în perioada 2020–2022.
Turneul se va disputa în trei orașe australiene timp de 11 zile înainte de Australian Open și va include echipe din 18 țări. Evenimentul oferă puncte în clasamentele ATP și WTA. Un jucător va putea câștiga maximum 500 de puncte.

## Istoric
United Cup înlocuiește ATP Cup în circuitul ATP. De asemenea, este considerată înlocuirea Cupei Hopman, care a fost, de asemenea, un eveniment de echipă mixt găzduit de Australia la începutul sezonului de tenis.

## Turneu

### Format
Fiecare oraș va găzdui două grupe de trei țări în format round robin în prima săptămână a turneului. Formatul round robin este format din două meciuri de simplu masculin, două de simplu feminin și un meci de dublu mixt. În fiecare sesiune va avea loc un meci de simplu masculin și un meci de simplu feminin. Meciul de dublu mixt va avea loc întotdeauna în sesiunea de seară. O echipă condusă de un căpitan poate consta din până la patru bărbați și patru femei, cărora li se atribuie puncte în clasamentele ATP și WTA conform categoriilor ATP 500 și WTA 500.
Câștigătorii grupelor din fiecare oraș vor juca pentru unul dintre cele trei locuri în semifinale. Următoarea echipă cu cea mai bună performanță din faza grupelor din toate orașele devine a patra semifinalistă. Înainte ca semifinalele și finalele să aibă loc la Sydney, există o zi liberă alocată călătoriei.

### Calificare
Douăsprezece echipe naționale se califică pe baza jucătorului de tenis cel mai bine clasat din fiecare țară în clasamentul de simplu al ATP și al WTA. Restul de șase echipe își vor asigura participarea pe baza clasamentului combinat al jucătorului masculin și a celui feminin cel mai bine clasat din fiecare țară.
În schimbul faptului că este națiunea gazdă, Australia are garantat unul dintre locurile rezervate echipelor cu cel mai bun clasament combinat dacă nu se califică pe cont propriu.

### Arene
Brisbane, Perth și Sydney vor găzdui fiecare două grupe de trei țări într-un format round robin în primele șapte zile ale turneului. Sydney va găzdui semifinala și finala în ultimele patru zile ale turneului.
| Imagine | Nume               | An deschidere | Capacitate | Oraș     | Tip eveniment                        |
| ------- | ------------------ | ------------- | ---------- | -------- | ------------------------------------ |
|         | Pat Rafter Arena   | 2009          | 5.500      | Brisbane | Etapa grupelor                       |
|         | RAC Arena          | 2012          | 15.500     | Perth    | Etapa grupelor                       |
|         | Ken Rosewall Arena | 1999          | 10.500     | Sydney   | Etapa grupelor, semifinale și finală |

## Finale
| An   | Campion       | Finalist | Scor |
| ---- | ------------- | -------- | ---- |
| 2023 | Statele Unite | Italia   | 4–0  |
| 2024 | Germania      | Polonia  | 2–1  |
| 2025 |               |          |      |